# Komatnica
Komatnica falu Horvátországban Kapronca-Kőrös megyében. Közigazgatásilag Peteranechez tartozik.

## Fekvése
Kaproncától 13 km-re keletre, községközpontjától 8  km-re délkeletre a Dráva jobb partján  fekszik.

## Története
Az 1780 körül Bécsben őrzött katonai térképeken a mai település helyén a Dráva partján említenek egy "Velika Komatnicza" és "Mala Komatnicza" nevű mezőt. Ez arról tanúskodik, hogy a település neve korábban mező neve volt. Komatnica településként csak 1890-ben bukkan fel először a népszámlálások során, amikor 153 lakosa volt. Ugyanekkor említenek egy Virki nevű kis falut is mindössze öt lakossal, mely később Komatnica része lett. Az 1896-97-es tanévben Komatnicáról 34 gyermek járt a sigeteci iskolába. 1900-ra a virki lakosok száma 55-re, a komatnicaiaké 234-re emelkedett. 1910-ben a lakosság száma 230 volt. 1920-ig Belovár-Kőrös vármegye Kaproncai járásához tartozott. 1931-re a lakosok száma elérte a 300-at. A növekvő lakosságszám 1942-ben szükségessé tette egy helyi népiskola alapítását. Komatnica 1897-ig közigazgatásilag Peteranechez tartozott, ekkor azonban Dörnyéhez csatolták. 1963 és 1992 között Kapronca része volt, majd 1993-ban az újra alapított Peteranec község része lett. A második világháború után a lakosság száma visszaesett és ez a folyamat a mai napig is tart. 2001-ben a falunak 77 lakosa volt.

## Külső hivatkozások
- Peteranec község hivatalos oldala
- A falu weblapja Archiválva 2016. március 12-i dátummal a Wayback Machine-ben